# سیارک ۱۵۹۳
سیارک ۱۵۹۳ (به انگلیسی: 1593 Fagnes، نامگذاری:1951LB) هزار و پانصد و نود و سومین سیارک کشف شده‌است که در ۱ ژوئن ۱۹۵۱ کشف شد.
قدر مطلق سیارک برابر ۱۳٫۲۰ است.